# سيباستيان دينيس
سيباستيان دينيس (بالفرنسية: Sébastien Denis)‏ هو منافس ألعاب قوى فرنسي، ولد في 4 مايو 1971 في باريس في فرنسا.

## وصلات خارجية
- سيباستيان دينيس على موقع الاتحاد الدولي لألعاب القوى (الإنجليزية)
- سيباستيان دينيس على موقع الاتحاد الفرنسي لألعاب القوى (الفرنسية)